# Dorival Caymmi
Dorival Caymmi (Salvador de Bahia, 30 aprile 1914 – Rio de Janeiro, 16 agosto 2008) è stato un musicista e cantante brasiliano.
Dorival è considerato uno dei più importanti compositori di canzoni della musica popolare brasiliana: Ben Ratliff ha indicato Caymmi secondo solo ad Antônio Carlos Jobim.

## Biografia
Figlio di un immigrato italiano e di una bahiana, ha avuto uno stile personale ed è stato autore di molti classici della canzone brasiliana: samba come O samba da minha terra, Doralice, Saudade da Bahia  sono diventati standard della Música Popular Brasileira. Ha anche scritto diverse ballate che celebrano i pescatori bahiani, tra cui Promessa de pescador e O vento.
Sebbene le sue canzoni celebrino la gente di Bahia e si sia consacrato egli stesso nell'immaginario popolare brasiliano come l'archetipo di bahiano, si è trasferito a Rio de Janeiro dove ha costruito la sua fama negli anni trenta senza far ritorno nella sua città.

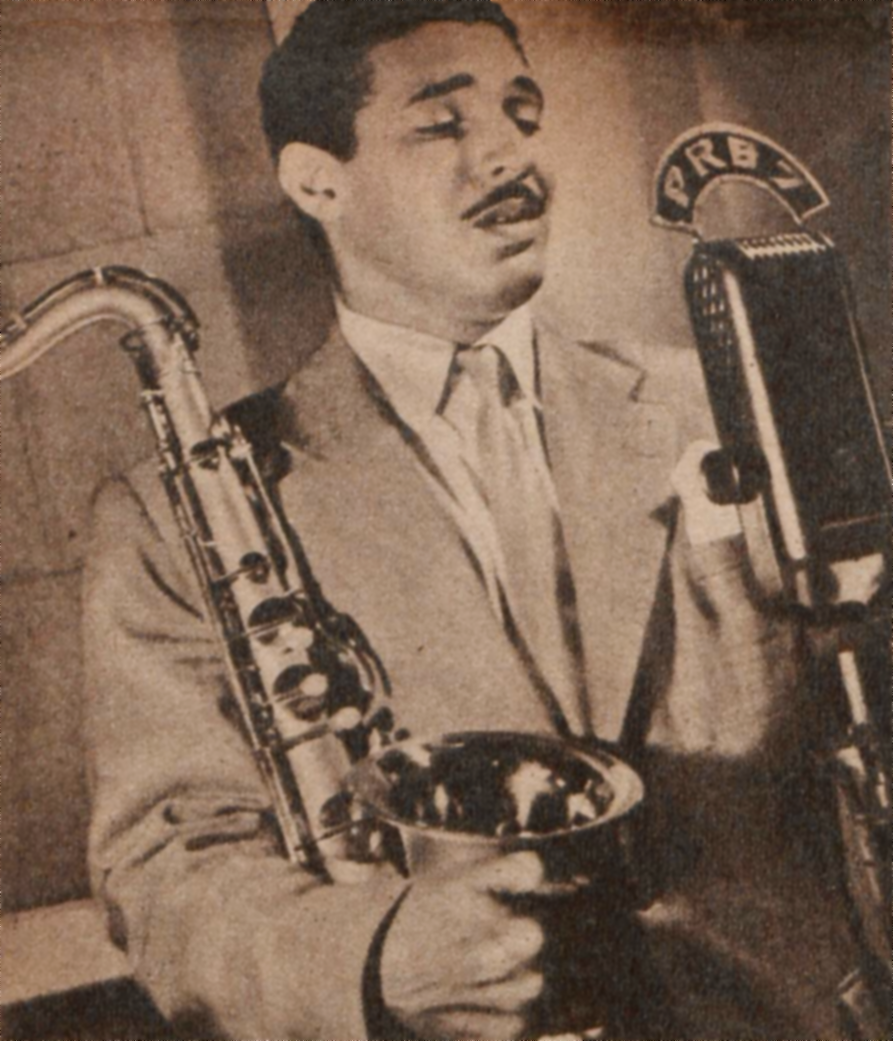
Dorival Caymmi a Radio Tamoio nel 1945

È stato contemporaneo del compositore Ary Barroso ed è considerato l’antico padre della musica di Bahia quando si pensa in termini musicali alla città a nord di Rio. È stato il "parceiro" del grande scrittore Jorge Amado, con cui ha scritto pagine bellissime.
Uno dei più celebrati brani rimane É doce morrer no mar, che riecheggia le due vicende dei pescatori di “Mar Morto”.
Dorival Caymmi ha raggiunto il successo per la prima volta alla fine degli anni trenta insieme a Carmen Miranda, per la quale compose O que é que a baiana tem?. Ha prodotto musica per cinquant'anni, sia come cantante solista accompagnato dalla sua chitarra, sia accompagnato da gruppi e orchestre. Negli anni sessanta molte delle sue canzoni sono state riscoperte dal pioniere della bossa nova João Gilberto, ed egli stesso ebbe collaborazioni con Antônio Carlos Jobim. Tra i musicisti fortemente influenzati da Dorival Caymmi figurano Caetano Veloso e Gilberto Gil.

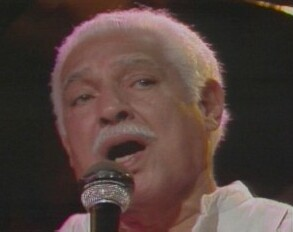
Dorival Caymmi negli anni 90

And Roses and Roses, una versione in inglese di Das Rosas curata da Ray Gilbert, è stata interpretata da Andy Williams, Perry Como, Astrud Gilberto, ed altri.
I suoi figli, Dori Caymmi e Danilo Caymmi, sono diventati anch'essi musicisti, come pure la figlia, Nana Caymmi, che ha debuttato accompagnando suo padre in concerto e in sala di registrazione.
Una delle sue più celebri citazioni rimane la frase: Chi non ama il samba non è una buona persona, è marcio nella testa o malato nei piedi.
È morto all'età di 94 anni, il 16 agosto del 2008.